# Prajmalina
Prajmalina – organiczny związek chemiczny, lek z grupy IA wykazujący działanie przeciwarytmiczne.

## Farmakokinetyka
Biologiczny okres półtrwania wynosi około 4–8 godzin. Metabolizm prajmaliny przebiega w wątrobie. W odróżnieniu od ajmaliny dobrze wchłania się po podaniu doustnym.

## Wskazania
- zaburzenia rytmu serca
- częstoskurcz nadkomorowy
- częstoskurcz komorowy
- napadowe migotanie przedsionków

## Przeciwwskazania
- nadwrażliwość na lek
- zaburzenia przewodzenia przedsionkowo-komorowego
- niskie ciśnienie krwi
- świeżo przebyte zapalenie mięśnia sercowego
- bradykardia
- miastenia
- objawowa niewydolność serca

## Działania niepożądane
- nudności
- wymioty
- brak łaknienia
- zaburzenia widzenia
- objawy alergiczne
- żółtaczka mechaniczna
- agranulocytoza
- zaburzenia przewodzenia
- ujawnienie/nasilenie niewydolności serca

## Preparaty
Neo-Gilurytmal

## Dawkowanie
Wielkość dawki jest ustalana przez lekarza. U osób dorosłych zazwyczaj podaje się 20 mg 3-4 razy dziennie. Dawka podtrzymująca to 20 mg 2 razy dziennie.